# Achille Claude Marie Tocip Grigny
Achille (Claude Marie) Tocip, dit Grigny (né à Paris le 7 avril 1766, mort à Gaète le 10 février 1806), est un général français de la Révolution et de l’Empire. Il a fait les guerres de la Révolution et du Premier Empire.

## Carrière

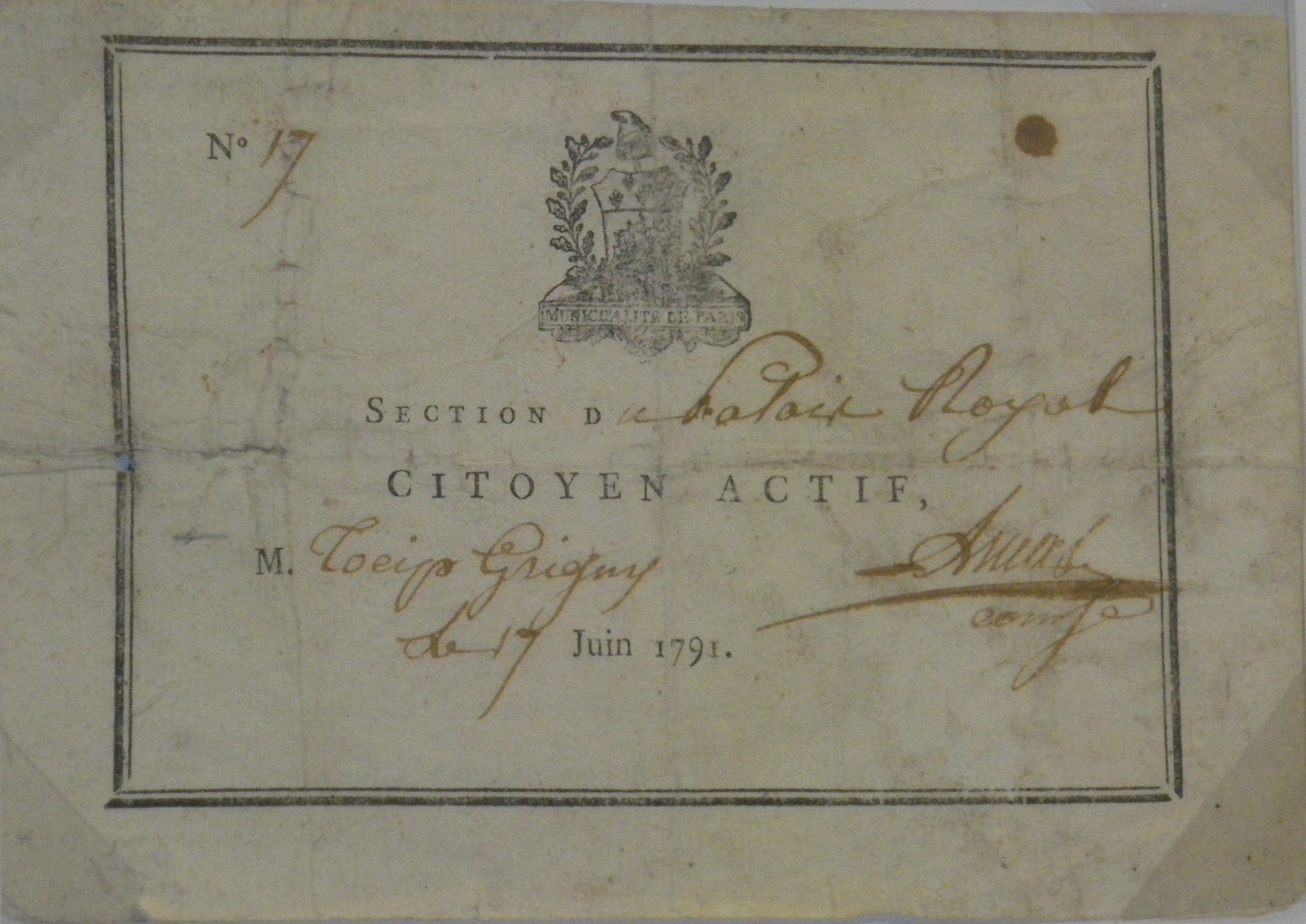
Carte de citoyen actif de Tocip Grigny, juin 1791

Il s'engage comme volontaire en 1792. Comme lieutenant, il se voit nommé chef d'État-Major de l’Armée de la Moselle, sous le général Hoche, en remplacement du général Hédouville.
À sa prise de fonction, il est promu adjudant-général, puis nommé, le 13 janvier 1794, général de brigade après la bataille de Wissembourg. Il poursuit sa carrière sous Hoche, en 1798 à l’armée de l'Ouest, où il se voit attribuer des armes d’honneur.
En non activité en 1801, il reprend du service en 1805 à l’armée d'Italie, dans laquelle il trouve la mort devant Gaète le 10 février 1806.
Son nom est gravé sous l'arc de triomphe de l'Étoile, 28e colonne.